# Линши
Линши́ (кит. упр. 灵石, пиньинь Língshí, буквально: «живой камень») — уезд городского округа Цзиньчжун провинции Шаньси (КНР).

## История
Уезд был выделен из уезда Пинчжоу (平周县) при империи Суй в 590 году.
В 1949 году был образован Специальный район Юйцы (榆次专区), и уезд вошёл в его состав. В 1958 году Специальный район Юйцы был переименован в Специальный район Цзиньчжун (晋中专区); при этом уезды Линши и Сяои были присоединены к уезду Цзецю. В 1961 году уезд Линши был воссоздан.
В 1970 году Специальный район Цзиньчжун был переименован в Округ Цзиньчжун (晋中地区).
В 1999 году постановлением Госсовета КНР были расформированы округ Цзиньчжун и город Юйцы, и образован городской округ Цзиньчжун.

## Административное деление
Уезд делится на 6 посёлков и 6 волостей.